# 10e étape du Tour de France 1919
Pour un article plus général, voir Tour de France 1919.
La 10e étape du Tour de France 1919 s'est déroulée le jeudi 17 juillet.
Les coureurs relient Nice dans les Alpes-Maritimes, à Grenoble, dans l'Isère au terme d'un parcours de 333 kilomètres.
Le Français Honoré Barthélémy remporte sa troisième victoire d'étape, la deuxième consécutive, tandis que son compatriote Eugène Christophe conserve la première place du classement général.

## Parcours
Les coureurs prennent le départ de Nice et débute par une ascension vers le col de la Colle-Saint-Michel en traversant Colomars (?), Saint-Martin-du-Var, Pont-de-la-Mesda, Villars-du-Var, Puget-Theniers, Entrevaux et Le Fugeret avant de redescendre vers Thorame-Haute. La deuxième ascension de l'étape vers le col de Valgelaye se déroule en passant par Colmars et Allos puis s'ensuit une longue descente vers Barcelonnette, Lauzet et Le Grand-Pré. La troisième et dernière ascension de la journée conduit les coureurs vers le col Bayard depuis Gap. La fin de l'étape, vallonnée, traverse Brutinel, Chauffayer, Corps, La Salle, La Mure, Laffrey avant l'arrivée à Grenoble.

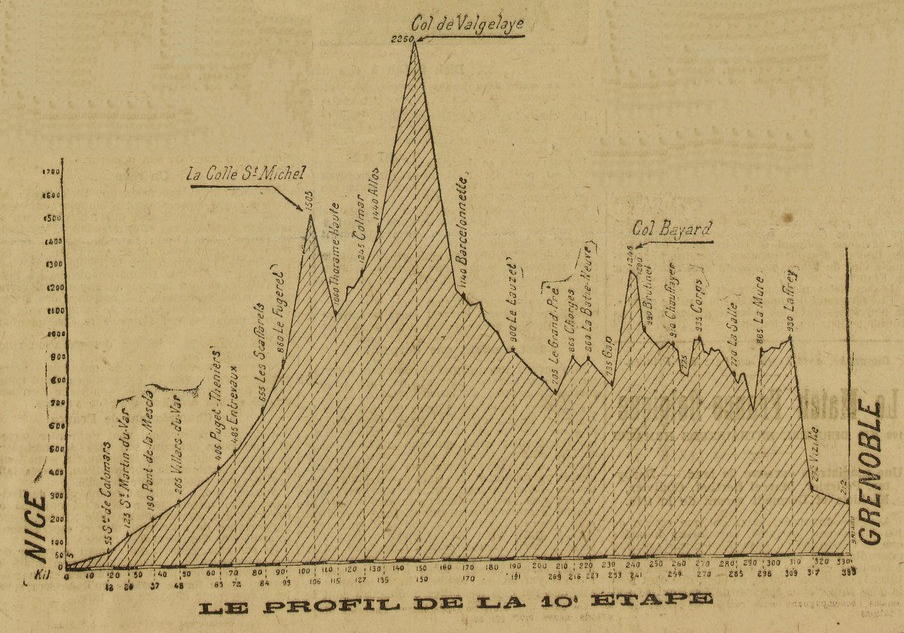
Le profil de la 10e étape paru dans L'Auto le 16 juillet 1919

## Classements

### Classement de l'étape
Onze coureurs sont classés. Le Français Félix Goethals abandonne.
| \| Classement de l'étape \| Classement de l'étape \| Classement de l'étape \| Classement de l'étape \| Classement de l'étape \| \| Coureur \| Coureur \| Pays \| Équipe \| Temps \| \| --------------------- \| --------------------- \| --------------------- \| --------------------- \| --------------------- \| \| 1er \| Honoré Barthélémy \| France \| La Sportive \| 13 h 08 min 10 s \| \| 2e \| Jean Alavoine \| France \| Peugeot-Wolber \| \| \| 3e \| Firmin Lambot \| Belgique \| La Sportive \| + 12 min 58 s \| \| 4e \| Eugène Christophe \| France \| \| + 16 min 02 s \| \| 5e \| Léon Scieur \| Belgique \| La Sportive \| + 48 min 05 s \| \| 6e \| Paul Duboc \| France \| \| + 51 min 50 s \| \| 7e \| Jacques Coomans \| Belgique \| La Sportive \| + 1 h 16 min 57 s \| \| 8e \| Jules Nempon \| France \| \| + 1 h 16 min 57 s \| \| 9e \| Alfred Steux \| Belgique \| La Sportive \| + 2 h 35 min 23 s \| \| 10e \| Joseph Van Daele \| Belgique \| La Sportive \| + 2 h 41 min 40 s \| |                   |          |                |                   |
| |                   |          |                |                   |
| |                   |          |                |                   |
| Classement de l'étape |                   |          |                |                   |
| Coureur | Coureur           | Pays     | Équipe         | Temps             |
| 1er | Honoré Barthélémy | France   | La Sportive    | 13 h 08 min 10 s  |
| 2e | Jean Alavoine     | France   | Peugeot-Wolber |                   |
| 3e | Firmin Lambot     | Belgique | La Sportive    | + 12 min 58 s     |
| 4e | Eugène Christophe | France   |                | + 16 min 02 s     |
| 5e | Léon Scieur       | Belgique | La Sportive    | + 48 min 05 s     |
| 6e | Paul Duboc        | France   |                | + 51 min 50 s     |
| 7e | Jacques Coomans   | Belgique | La Sportive    | + 1 h 16 min 57 s |
| 8e | Jules Nempon      | France   |                | + 1 h 16 min 57 s |
| 9e | Alfred Steux      | Belgique | La Sportive    | + 2 h 35 min 23 s |
| 10e | Joseph Van Daele  | Belgique | La Sportive    | + 2 h 41 min 40 s |

### Classement général
| \| Classement général \| Classement général \| Classement général \| Classement général \| Classement général \| \| Coureur \| Coureur \| Pays \| Équipe \| Temps \| \| ------------------ \| ------------------ \| ------------------ \| ------------------ \| ------------------ \| \| 1er \| Eugène Christophe \| France \| \| 151 h 32 min 54 s \| \| 2e \| Firmin Lambot \| Belgique \| La Sportive \| + 23 min 19 s \| \| 3e \| Jean Alavoine \| France \| Peugeot-Wolber \| + 39 min 51 s \| \| 4e \| Honoré Barthélémy \| France \| La Sportive \| + 3 h 04 min 45 s \| \| 5e \| Léon Scieur \| Belgique \| La Sportive \| + 3 h 24 min 31 s \| |                   |          |                |                   |
| |                   |          |                |                   |
| |                   |          |                |                   |
| Classement général |                   |          |                |                   |
| Coureur | Coureur           | Pays     | Équipe         | Temps             |
| 1er | Eugène Christophe | France   |                | 151 h 32 min 54 s |
| 2e | Firmin Lambot     | Belgique | La Sportive    | + 23 min 19 s     |
| 3e | Jean Alavoine     | France   | Peugeot-Wolber | + 39 min 51 s     |
| 4e | Honoré Barthélémy | France   | La Sportive    | + 3 h 04 min 45 s |
| 5e | Léon Scieur       | Belgique | La Sportive    | + 3 h 24 min 31 s |